# Hypolimnas daemona
Hypolimnas daemona är en fjärilsart som beskrevs av Otto Staudinger 1896. Hypolimnas daemona ingår i släktet Hypolimnas och familjen praktfjärilar. Inga underarter finns listade i Catalogue of Life.